# Непобедимый (фильм, 2001)
«Непобедимый» (англ. Invincible) — кинофильм режиссёра Вернера Херцога, вышедший в 2001 году.

## Сюжет
Действие происходит в 1932 году. Цише Брайтбарт — молодой еврейский кузнец из маленького городка в восточной Польше. Прославившись на всю округу своей силой, Цише привлекает внимание агента, который приглашает его в Берлин. После некоторых сомнений молодой человек решает принять это предложение и отправляется в немецкую столицу, где устраивается работать в клубе знаменитого шоумена-мистика Хануссена. Цише вынужден скрывать своё еврейское происхождение и выступать в роли арийского «Зигфрида», поскольку заведение пользуется популярностью у нацистов, а сам Хануссен громогласно предрекает скорый приход Гитлера к власти. Однако честный Цише испытывает дискомфорт от такой роли и во время одного из представлений рассказывает правду и объявляет себя «новым Самсоном», что привлекает в клуб толпы евреев, желающих посмотреть на своего героя. Напряжение в заведении нарастает с каждым днём...

## В ролях
- Йоуко Ахола — Цише Брайтбарт
- Тим Рот — Эрик Ян Хануссен
- Анна Гурарий — Марта Фарра
- Макс Раабе — конферансье
- Якоб Вайн — Беньямин Брайтбарт
- Удо Кир — граф Хельдорф
- Герберт Гольдер — рабби Эдельман

## Факты
Реальный Цише Брайтбарт умер в 1925 году, за несколько лет до прихода нацистов к власти.